# El llop i el gos
El llop i el gos és una faula recollida per diversos autors, entre ells Isop i Jean de La Fontaine, que tracta del preu de la llibertat.

## Argument
Un llop passa pel costat d'un gos gras i amb el pèl lluent i li pregunta com s'ho fa, car ell sempre passa fam. El gos lloa la seva vida domèstica, explicant que sempre té menjar disponible i convida l'altre a anar a casa seva. El llop llavors pregunta per la marca que té al coll i el gos explica que és el collar que el lliga. Aleshores el llop fuig dient que s'estima més una vida lliure, encara que amb menys menjar, que no pas viure lligat.

## Anàlisi
El dilema entre llibertat i vida còmoda que es desprèn d'aquesta faula va esdevenir un motiu popular durant l'edat mitjana, amb diverses variants de la història, com la que fa dialogar un ase i un onagre. El llop apareix com l'animal salvatge per excel·lència, ja que pertany al bosc, mentre que una espècie propera com és el gos actua com a representant del món domèstic o social, amb obligacions i esclavatges.